# PWWP2A
PWWP2A‏ (PWWP domain containing 2A) هوَ بروتين يُشَفر بواسطة جين PWWP2A في الإنسان.